# Teenage Mutant Ninja Turtles: The Cowabunga Collection
『Teenage Mutant Ninja Turtles: The Cowabunga Collection』（ティーンエイジ ミュータント ニンジャ タートルズ ザ カワバンガ コレクション）は2022年8月31日にコナミデジタルエンタテインメントより発売されたコンピュータゲームソフト。
対応プラットフォームはPlayStation 5、PlayStation 4、Nintendo Switch、Xbox Series X/S、Xbox One、Windows 10対応PC（Steam）。開発はデジタルエクリプスが担当。

## 内容
1989年 - 1994年にかけてコナミから発売された『ティーンエイジ・ミュータント・ニンジャ・タートルズ』を題材にしたファミコン（NES）、アーケード、ゲームボーイ、スーパーファミコン（SNES）、メガドライブ（セガジェネシス）用ゲームを合計13本収録したコレクションソフト。途中セーブ機能やリワインド（巻き戻し）機能、イラストや取扱説明書、広告、開発資料、ゲーム音楽が楽しめるミュージックプレイヤーモードがなどを収録したミュージアムモード「亀のアジト」が追加される。
ゲームによって最大プレイ人数は異なるが、2人プレイまたは4人同時プレイに対応している作品もある。ローカルでのマルチプレイの他、一部のタイトルはオンラインモードでのマルチプレイも可能。
基本的には日本語版、英語版の両方を収録している。日本未発売だったアーケード版『タートルズ イン タイム』とNES版『トーナメントファイターズ』は日本初移植となる（この2作のみ日本語は未収録）。
タイトルのカワバンガは本作を代表するスラングで、感嘆を表す。
日本ではダウンロード販売のみだが、北米と欧州ではダウンロード版を含めパッケージ版およびLimited Editionも販売される。
2024年3月29日をもって、全プラットフォームでの日本国内での販売を終了する予定。なお、オンライン対戦や購入済みゲーム本編の再ダウンロードは販売終了以降も引き続き可能としている。

## 収録タイトル
| 発売年 | タイトル                                                                      | タイトル                                                | ハード | 人数 | オンライン |
| 発売年 | 日本語                                                                        | 英語                                                    | ハード | 人数 | オンライン |
| ------ | ----------------------------------------------------------------------------- | ------------------------------------------------------- | ------ | ---- | ---------- |
| 1989年 | 激亀忍者伝                                                                    | Teenage Mutant Ninja Turtles                            | FC     | 1人  |            |
| 1990年 | ティーンエージ ミュータント ニンジャ タートルズ スーパー亀忍者                | Teenage Mutant Ninja Turtles                            | AC     | 4人  | 対応       |
| 1990年 | ティーンエージ ミュータント ニンジャ タートルズ                               | Teenage Mutant Ninja Turtles: Fall of the Foot Clan     | GB     | 1人  |            |
| 1990年 | ティーンエージ ミュータント ニンジャ タートルズ                               | Teenage Mutant Ninja Turtles II: The Arcade Game        | FC     | 2人  |            |
| 1991年 | （日本未発売）                                                                | Teenage Mutant Ninja Turtles: Turtles in Time           | AC     | 4人  | 対応       |
| 1991年 | ティーンエージ ミュータント ニンジャ タートルズ2                              | Teenage Mutant Ninja Turtles II: Back from the Sewers   | GB     | 1人  |            |
| 1991年 | ティーンエージ ミュータント ニンジャ タートルズ2 ザ マンハッタン プロジェクト | Teenage Mutant Ninja Turtles III: The Manhattan Project | FC     | 2人  |            |
| 1992年 | ティーンエージ ミュータント ニンジャ タートルズ タートルズ イン タイム        | Teenage Mutant Ninja Turtles IV: Turtles in Time        | SFC    | 2人  |            |
| 1992年 | ティーンエージ ミュータント ニンジャ タートルズ リターン オブ ザ シュレッダー | Teenage Mutant Ninja Turtles: The Hyperstone Heist      | MD     | 2人  | 対応       |
| 1993年 | ティーンエージ ミュータント ニンジャ タートルズ3 タートルズ危機一髪           | Teenage Mutant Ninja Turtles III: Radical Rescue        | GB     | 1人  |            |
| 1993年 | ティーンエージ ミュータント ニンジャ タートルズ トーナメントファイターズ      | Teenage Mutant Ninja Turtles: Tournament Fighters       | MD     | 2人  |            |
| 1993年 | ティーンエージ ミュータント ニンジャ タートルズ ミュータント ウォーリアーズ   | Teenage Mutant Ninja Turtles: Tournament Fighters       | SFC    | 2人  | 対応       |
| 1994年 | （日本未発売）                                                                | Teenage Mutant Ninja Turtles: Tournament Fighters       | FC     | 2人  |            |

オリジナル版ハード略称　FC＝ファミコン/NES、AC＝アーケードゲーム、GB＝ゲームボーイ、SFC＝スーパーファミコン/SNES、MD＝メガドライブ/ジェネシス
人数はオフライン時の最大プレイ人数。

## 開発
本作のプロデューサーであるコナミのチャールズ村上は、PlayStation.Blogの記事で過去のアーケードゲームなどのコレクションを発売してから、タートルズを出して欲しいという要望が多数寄せられたため、本作の発売を決定したと語っている。その中でデジタルエクリプスは優れたゲーム会社であることから協力して開発することになった。タートルズの版権を持つニコロデオンには原作やアニメのイメージ提供で協力を得ている。